# Signe Skov
Signe Skov (født 21. januar 1977) er en dansk skuespiller.
Skov blev uddannet fra Statens Teaterskole i 2005. Blev i 2004 gift med skuespilleren Carsten Bjørnlund, med hvem hun har sønnerne Bertram og Vilfred.

## Filmografi
- Krøniken (tv-serie, 2003-2006)
- Comeback (2008)
- En enkelt til Korsør (2008)
- Pendlerkids (tv-serie, 2012-14)
- Klassefesten 2 (2014)
- Tidsrejsen (julekalender, 2014) (spiller den unge udgave af Sofies farmor i 1984)
- Juleønsket (julekalender, 2015)
- Bedrag (2016)
- Klassefesten 3 - Dåben (2016)